# Кемадж Авдіу
Кемадж Авдіу (суах. Kemajl Avdiu; нар. 22 грудня 1976, СФР Югославія) — колишній шведський футболіст албанського походження.

## Життєпис

### Англія
Дорослу футбольну кар'єру розпочав у данському клубі «Есб'єрг». У 2000 році перейшов до англійського клубу «Бері», в якому виступав до 2000 року. За цей час в чемпіонаті Англії відзначився 1-им голом у 27-ми матчах.
Тим часом його сім'я намагалася пережити війну в Косово (1998-1999), боячись виїзду через загрозу югославської армії. Його сім'я, в тому числі й він сам, підтримував бомбардування країни НАТО, але деяких з його родичів так і не вдалося знайти, хоча більшість з них втекли до Албанії. На той час 22-річний хлопець, почуваючись щасливим у безпеці, також висловив занепокоєння своїм другом із Австрії, який роздумував про вступ до Армії визволення Косова.
Коли конфлікт закінчився, Авдіу сподівався, що його батьки підуть на пенсію в Косово.

### Шотландія
З квітня по травень 1999 року виступав в оренді за шотландський «Партік Тісл». Дебютував за нову команду в нічийному (2:2) поєдинку проти «Іст Файф». Незважаючи на це, він залишався улюбленцем фанатів клубу. За день до цього зголосився зібрати речі для допомоги людям, котрі постраждали від війни в Косово, висловивши тривогу з приводу ситуації, але також пощастило, що волонтерів виявилося багато.

### Повернення до Швеції
У 2000 році захищав кольори ірландського клубу «Фінн Гарпс». Проте вже незабаром після цього повернувся до Швеції, де виступав за «Єнчепінг Седра». З 2001 по 2002 рік грав за грецький «ПАС Яніна». У 2002 році знову повернувся до Швеції, де виступав за «Гускварна», «Тролльгеттан», «Тенгульт», «Говслаттс» та «Торд». Футбольну кар'єру завершив 2018 року в скромому шведському клубі «Гага». 